# Dasyhelea alboverrucosa
Dasyhelea alboverrucosa är en tvåvingeart som beskrevs av Remm 1967. Dasyhelea alboverrucosa ingår i släktet Dasyhelea och familjen svidknott. Inga underarter finns listade i Catalogue of Life.